# Закариас, Кристиан
Кристиан Закариас (нем. Christian Zacharias; 27 апреля 1950, Джамшедпур, Индия) — немецкий пианист и дирижёр.

## Пианист
Начал играть на фортепиано в возрасте 7 лет. С 1961 по 1969 годы учился в «Hochschule für Musik» в Карлсруэ у русской эмигрантки Ирины Славиной, а затем с 1970 по 1973 годы — в Париже у Владо Перлемутера.
На Женевском конкурсе «Concours de Genève» в 1969 году он выиграл 2-ю премию. То же самое с ним случилось в 1969 году на конкурсе Ван Клиберна в США в 1973 году. Однако после уверенной победы на конкурсе Равеля в Париже в 1975 году у Кристиана Закариаса началась воистину международная слава.
В 1977 году Закариас получил «Немецкую премию по звукозаписи» за запись сонаты Шуберта и был награждён званием «Выдающийся молодой артист 1977 года». В 1980-х годах Закариас становится известен широкой аудитории благодаря своим уникальным интерпретациям произведений венской классики, включая записи циклов всех сонат Моцарта и Шуберта, а также — фортепианных концертов Бетховена. В это же время в его репертуаре появляются многочисленные сонаты Доменико Скарлатти.
Вскоре Закариас начинает свои уникальные эксперименты с классической музыкой: включает музыку янычар в моцартовский концерт, чтобы подчеркнуть его близость к опере «Похищение из Сераля», записывает только прелюдии без фуг для «Хорошо темперированного клавира» Баха, и проявляет дальнейший творческий подход ко всему что делает.
Закариас исполнял камерную музыку с такими партнерами как квартет Альбана Берга, квартет Гварнери, струнный квартет Лейпцига, австрийский виолончелист Генрих Шифф, немецкий скрипач Фрэнк Питер Циммерман.

## Дирижёр
Свою карьеру дирижёра Закариас начал в 1992 году с оркестром де ла Suisse Romande в Женеве. Он дебютировал в США в 2000 году с филармоническим оркестром Лос-Анджелеса. С 2000 по 2013 годы он был художественным руководителем Лозаннского камерного оркестра. С 2002 года он является главным приглашенным дирижером Гётеборгского симфонического оркестра, а с 2009 года является художественным партнером Камерного оркестра Святого Павла. Работал также с симфоническим оркестром Бамберга, с Дрезденским филармоническим оркестром, с Гётеборгским симфоническим оркестром.

## Значение
Благодаря тесному сотрудничеству со звукозаписывающей фирмой EMI Classics Закариас осуществил много высококлассных записей, в том числе 33 сонат Доменико Скарлатти в 1979 году, полного цикла фортепианных сонат Шуберта, всех фортепианных концертов Моцарта, всех фортепианных концертов Бетховена.
Закариас участвовал в нескольких телевизионных программах, выпускал документальные фильмы, в том числе о Скарлатти и Шумане. Всегда давал, включая и нынешнее время, многочисленные мастер-классы. В 2012 году он получил награду «Echo Klassik» в разделе «Концертная запись года» (в том числе XVIII-го века).
Но главная заслуга Кристиана Закариаса перед мировой культурой — это выдающееся и уникальное исполнение фортепианных произведений классиков: Моцарта, Гайдна, Бетховена, Шуберта, Шопена.

## Награды
- Офицер ордена искусств и литературы (Франция)[4].
- Кавалер ордена «За заслуги перед культурой»[рум.] в категории B «Музыка» (2009 год, Румыния)[5].
- Премия Echo Klassik инструменталисту года (2000 год).
- Вторая премия международного конкурса исполнителей в Женеве (1969 год).